# Chazeuil, Nièvre
Chazeuil este o comună în departamentul Nièvre din centrul Franței. În 2009 avea o populație de 64 de locuitori.

## Evoluția populației
| An        | 1975 | 1982 | 1990 | 1999 | 2006 | 2009 |
| --------- | ---- | ---- | ---- | ---- | ---- | ---- |
| Populație | 73   | 54   | 39   | 51   | 68   | 64   |